# Хіпі

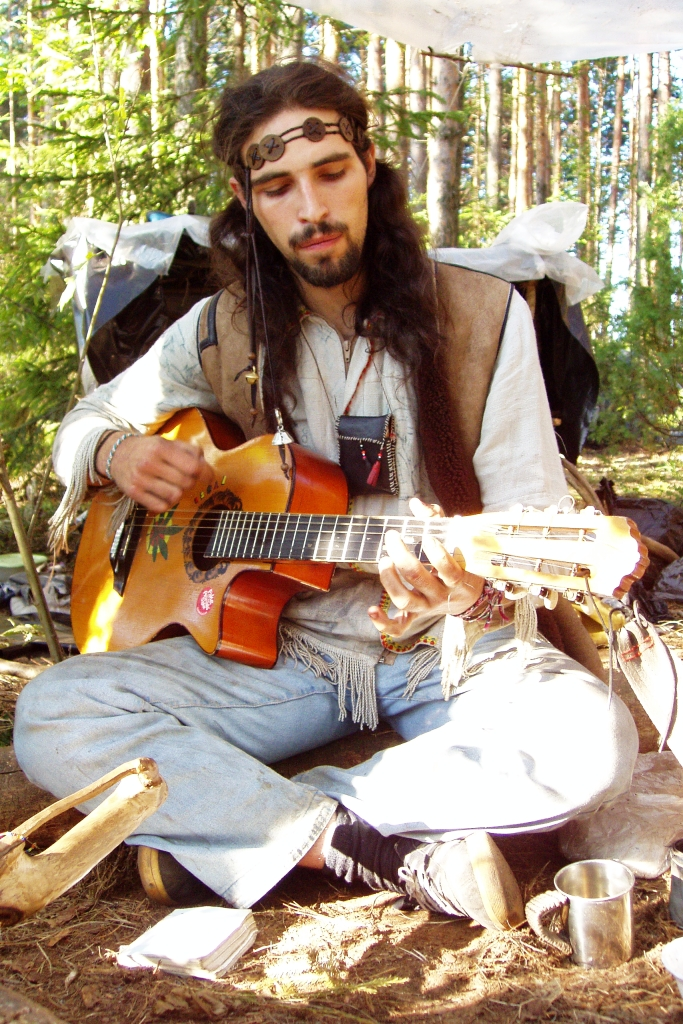
Хіпі на зборах Rainbow Gathering, 2005 рік

Хі́пі, гі́пі (англ. hippie, hippy) — міжнародний молодіжний рух, виник у 1965 році у Сан-Франциско в контексті лібералізації і демократизації традиційного суспільства, один з найяскравіших проявів контркультури, мав пацифістське забарвлення, справив істотний вплив на мистецтво, особливо на рок-музику, з ним пов'язані такі поняття, як сексуальна революція, психоделічна революція. Занепав на початку 1970-х років, перетворившись на одну з субкультур. Був одним із символів епохи. Його учасники називали себе «Поколінням квітів, Дітьми квітів, Love Generation».

## Походження поняття «хіпі»
Нема єдиної думки щодо походження терміна «хіпі». Вперше терміном «hippie» репортер Майкл Фалон назвав групу контркультурної молоді, що збиралася у кафе Blue Unicorn. Того ж року термін «хіпі» вжитий на сторінках журналу «Ramparts», в статті під назвою «Соціальна історія хіпі». За однією версією, в основі його лежить слово «хіпстер», яке американський письменник Вільям Бароуз використовував у романі «Джанкі» як евфемізм наркомана. За іншою версією, воно запозичене з джазового сленгу, де «to hep» означало буквально «бути в темі, просікати фішку, включатися» (звідси і «hepcat», «котяра» — кличка вуличних джазових музикантів). Подібне пояснення дав американський дослідник молодіжних рухів Т. Гойбнер. Він стверджував, що поняття «хіпі» походить від англійського дієслова to be hip — «знати, розуміти суть».
Під час урочистої церемонії «батьки» руху офіційно поховали слово «хіпі», зобов'язавши всіх і кожного користуватися істиною назвою — «прекрасні люди» (Beautiful people).

## Ідеологія та світогляд хіпі
Основними складовими ідеології субкультури хіпі є:
- Зневага до інтелектуальних пошуків — головний принцип їхнього стилю життя.
- Основні цінності — це свобода, радість життя та безмежна любов до усіх людей без огляду на їхню расову чи релігійну приналежність.
- Протистояння загальноприйнятим нормам і культурі споживання.
- Демонстративна бідність.
- Захоплення східним містицизмом.
- Життя за принципом існування «тут і зараз».
- Культ кохання і наркотиків[4].

Ознаки справжнього хіпі:
- Першою ознакою справжнього хіпі можна назвати ставлення до роботи і трудової дисципліни. Справжній хіпі зі зневагою ставився до постійної роботи, хоча він цілком здатний був трудитися як поденник. Зовсім інакше сприймав він працю для власного задоволення або на благо комуни. Головним в такій праці для нього була можливість самостійно розпоряджатися своїм часом.
- Другою ознакою можна позначити інтерес до наркотиків. Повсякденною практикою для хіпі було куріння марихуани, також було поширеним вживання ЛСД. Хіпі особливо цінували здатність наркотиків приводити настрій окремої людини в унісон з настроєм навколишніх. Взагалі, різницю між хіпі і наркоманом можна визначити так: якщо наркотик пропонує одкровення і кайф, для наркомана первинний кайф, для хіпі — одкровення. Наркотики для хіпі — лише менш витратний спосіб усвідомити те, що інакше можна осягнути тривалою медитативною практикою і читанням мантр.
- Третю ознаку умовно можна визначити як прагнення до відокремлення від суспільства. Для хіпі цей принцип є не банальним протестом, а справжнім пошуком альтернативи, спробою знайти якесь якісно інше життя.
- Життєву позицію хіпі добре ілюструє принцип «Займайся своїм ділом». Для хіпі це значило звернути свій погляд на проблему самоактуалізації, залишивши зовнішній світ осторонь.

## Хіпі у США

«Пацифік» — символ миру. Лого Організації ядерного роззброєння, який використовували для антивоєнних демонстрацій

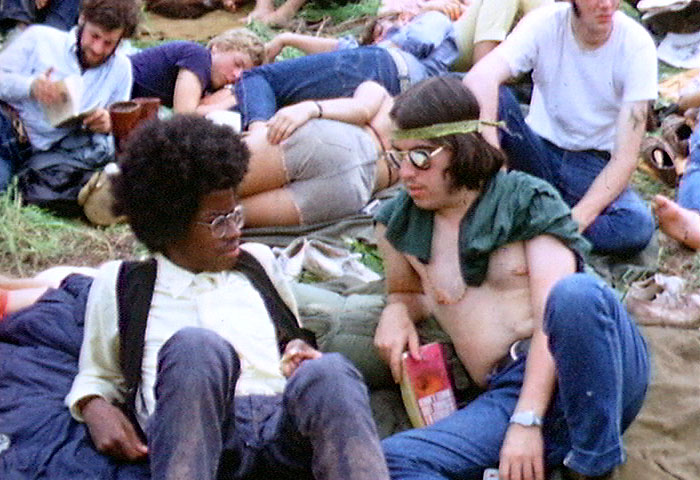
Двоє хіпі на фестивалі у Вудстоку

Імпульсом у межах розвитку контркультури, що спричинився до появи хіпі, стала поїздка письменника Кена Кізі з комуною Merry Pranksters (Приколісти) розфарбованим автобусом у липні 1964 року з містечка Ла Хонда в Каліфорнії до Нью-Йорка, і початок активних військових дій США у В'єтнамі в лютому 1965 року.
У вересні 1965 року у Сан-Франциско поширився термін hippie щодо нової хвилі молодіжної контркультури, базованої на попередній тенденції хіпстерів, котра зосередилася у кварталі на перетині вулиць Гейт та Ешбері, де виникли комуни, подібні до комуни Кена Кізі в Ла Хонді. До нового руху вливається біла молодь, котра походила з середнього класу, заперечувала споживацький характер консервативного суспільства, насильство. Поширюються заклики до єднання з природою, виникають «сільські» комуни. За основу правила автентична культура американських індіанців. Від початку контркультура хіпі була пов'язана з наркотичними впливами, зокрема ЛСД, котра на той час ще перебувала в рамках закону, антивоєнними студентськими осередками, цитаделлю яких 1964 року став університет у Берклі біля Сан-Франциско, і політичною діяльністю американських нових лівих. Під час студентських маніфестацій у Берклі восени 1965 року один із гуру хіпі Аллен Ґінсберґ проголосив гасло Flower Power (Влада квітів).
Проте наприкінці 1966 року, після поразки нових лівих на виборах губернатора Каліфорнії і до Конгресу США, в середовищі хіпі поширюються настрої втечі від суспільства (вони називали це «жити за межами катастрофи»), захоплення наркотиками. Героєм стає професор Тімоті Лірі з його пропагандою ЛСД, як засобом досягнення всезагальної любові і миру. 14 січня 1967 року в Ґолден Ґейт парку в Сан-Франциско відбувся грандіозний фестиваль хіпі під назвою Human Be-In, організований Алленом Ґінзберґом, який зібрав близько 30 тисяч молоді. Після цього рух стрімко поширюється по американських містах. На Пасхальні канікули 1967 року почалося масове паломництво підлітків до Сан-Франциско, що переросло в Літо кохання 1967 року. Хітом сезону стала пісня If you're going to San Francisco у виконанні Скотта Маккензі. Десятки тисяч молодих людей осідають у кварталі Гейт-Ешбері, живуть в комунах, пропагують наркотики і вільну любов. Головним явищем стає діяльність Диґґерів, які проводили вуличні вистави в стилі партизанського театру. Виникає специфічний музичний стиль психоделічний рок (рок-гурти Grateful Dead, Jefferson Airplane і Big Brother And Holding Company, з якими починає виступати Дженіс Джоплін). Кумирами молоді стають Джимі Хендрикс і Джим Моррісон. Контркультура хіпі поширюється по світу. Під її впливом Beatles записують свій найкращий альбом Sgt Pepper's Lonely Hearts Club Band — один з найкращих зразків стилю психоделічний рок, і сингл All You Need Is Love, котрий також стає хітом 1967 року. Поряд із захопленням індіанською автентикою і християнськими течіями, поширюються східні вчення буддизм, кришнаїзм. Сформувався типовий зовнішній вигляд хіпі — довге волосся, бороди, амулети, браслети, довгі сукні з індіанськими узорами, екзотичний одяг яскравих «психоделічних» барв. Гаслами стають Love, Peace, Freedom («Мир, любов, свобода»), Sex, Drugs & Rock'n'roll («секс, наркотики, рок-н-ролл»), Turn In, Turn On & Drop Out, («налаштуйся, врубайся і випади»), Make love, not war («кохайтеся, а не воюйте»). Своїм символом хіпі, подібно до інших тогочасних лібертіанських рухів, обрали пацифік, запозичений у пацифістів. Проте засилля наркоманії, поява наркоторговців і поліцейські облави виснажують рух. 6 жовтня 1967 року у Гейт-Ешбері Диґґери провели символічну вуличну акцію «Похорон хіпі».
Епіцентром контркультури знову стає Нью-Йорк. Еббі Гофман намагається політизувати хіпі, взявши на озброєння методологію партизанського театру Диґґерів із Сан-Франциско. Разом із Джеррі Рубіном, котрий прибув із Берклі, вони засновують у Нью-Йорку в 1968 році Міжнародну молодіжну партію Yippie. Найголоснішою акцією Yippie стало проведення «Фестивалю Життя» у Чикаго у серпні 1968 року, який увійшов у історію США під назвою Поліцейського бунту і закінчився судом над організаторами. Останньою великою акцією став найбільший рок-фестиваль у Вудстоці біля Нью-Йорка у серпні 1969 року, на який з'їхалося майже 500 000 осіб. Проте подальші події — суд над учасниками комуни Чарлі Менсона, вбивство під час концерту Rolling Stones в Альтамонті в грудні 1969 р., активізація терористичних груп привели до занепаду руху на Заході. Він трансформувався у щорічні зльоти хіпі Rainbow Gathering. Перший з таких зльотів був призначений на 4 липня 1972 року у штаті Колорадо на землях індіанців хопі, прибуло 20 тисяч хіпі. Надалі Міжнародні Rainbow відбуваються регулярно в багатьох країнах світу, в тому числі в Україні (у серпні 2009 на Закарпатті).
Контркультура хіпі справила істотний вплив на культуру, побут, розвиток суспільства. Свого часу політики Білл Клінтон, Хав'єр Солана, Йошка Фішер, Даніель Кон-Бендітт висловлювали свої симпатії до хіпі.

## Хіпі в СРСР
Значного поширення контркультура хіпі набула у колишньому СРСР. Починаючи з 1967 року у Москві й містах, розташованих близько до західного кордону — Ленінграді, Таллінні, Ризі, Вільнюсі, Каунасі, Гродно, Львові, — з'являються великі групи довговолосих. Спочатку вони, так чи інакше, були включені до протестних акцій і піддавалися репресіям — арешт групи Шарніра у Львові в листопаді 1970 року, розгони демонстрацій у Москві (1 червня 1971), Гродно і Вільнюсі (в серпні 1971), заворушення в Каунасі після самоспалення Ромаса Каланти (травень 1972). Репресії призвели до виникнення Системи — неформальної мережі осередків хіпі по всій території Союзу, яка могла функціонувати в напівпідпільних умовах андеґраунду (надавати житло, адреси по всій території Союзу, проводити культурні заходи — підпільні рок-концерти, виставки). Завдяки цьому рух в СРСР проіснував набагато довше, аніж на Заході. Витворився певний кодекс поведінки, хіпі чітко вирізняли себе серед членів традиційного суспільства («цивільних»), заперечували комсомол, службу в армії, працю на радянських підприємствах. Одночасно з цим вони уникали однозначних політичних кроків, через що їм не так просто було «пришити» політику. Постійним місцем збору хіпі в СРСР від початку 1970-х років і аж до горбачовської Перебудови був Таллінн, оскільки режим в Естонії був найбільш толерантним. Сюди з'їздилися на початку травня, коли починався автостопний сезон. 1 червня на День захисту дітей їхали до Москви. Щоліта, починаючи з 1978, відбувалися всесоюзні хіпі-сесії на річці Гауї недалеко від Риги, під час святкування Ліго (латиського Івана Купала), їх започаткував Михаїл Бомбін з Риги. Найважчим для хіпі виявився період «андроповщини» 1982–1984 років, коли багатьох учасників руху було арештовано і запроторено в тюрми й психлікарні. З початком Перебудови і Гласності в середовищах Системи з'являються спроби переосмислити ідеологію — маніфест «Хиппи от Системы к Богу» Генерала, Сталкера і Вороб'я (Москва, 1986) та інші. Процеси демократизації в СРСР призвели до виходу Системи з підпілля і, як наслідок, до її розпаду.

## Хіпі в Україні
Найбільшою в Україні була хіп-тусовка у Львові, де традиційними були орієнтація на Захід і демократичні цінності. Перші розрізнені групи хіпуючої молоді були об'єднані у 1968–1970 роках В'ячеславом «Шарніром» Єреськом. Учасники групи Шарніра збиралися напівтаємно на місці польського Цвинтаря Орлят біля Личаківського цвинтаря. З їхнього середовища вийшов перший з відомих маніфестів хіпі, також вони започаткували культ Джимі Гендрикса у Львові, одразу після його смерті у вересні 1970 року. Проте у листопаді 1970 року Шарнір, який, окрім пацифізму, захоплювався ще й нацистською автентикою і трофейною зброєю, був арештований.
У 1970-х роках головним місцем збору став Святий Сад, де зосереджувалися учасники рок-гурту «Супер Вуйки» (лідер Ілько Лемко), відбувалися хіп сейшни. Один із них, пов'язаний з культом Гендрикса, вилився у стихійну демонстрацію у Львові 17 вересня 1977 року.
Зі середовища львівської хіпової тусовки вийшли письменники і поети Волдмур Яворський, Валерія Славникова, Звёздный, художники Олена Бурдаш, Дем, Орест Макота, а також (у 1976 році) перша на теренах СРСР байкерська група Ігоря «Пензеля» Венцславського.
В ті часи хіпі у Львові, в тому числі й російськомовні, із симпатією ставилися до учасників національно-визвольної боротьби УПА, оскільки їх теж «пресувала» радянська державна система. З початком Перебудови в середовищі львівських хіпі також з'являються спроби переосмислити ідеологію і, як колись Еббі Гоффман, політизувати рух. 1987 року в Львові з'являється маніфест «Ідеологія радянських хіпі. 1967—1987» Аліка Олісевича, де чітко наголошено на потребі громадянських акцій. 20 вересня 1987 року група Аліка Олісевича провела у Львові першу в УРСР демонстрацію під політичними лозунгами і в жовтні 1987 року перетворилася на пацифістську, згодом правозахисну групу «Довіра» (1987–1990).
- Фоторепортаж з фестивалю (рос.) [Архівовано 26 грудня 2012 у Wayback Machine.]

## Музика хіпі
- Grateful Dead
- Jefferson Airplane
- Quicksilver Messenger Service
- Джимі Хендрикс
- Дженіс Джоплін
- The Beatles
- Джон Леннон
- The Doors
- Джим Моррісон
- Hair (мюзикл)
- The Rolling Stones
- Sonny & Cher
- The Mama's & The Papa's
- Led Zeppelin
- Браян Джонс
- Пол Маккартні

## Кіно хіпі
- Трип (1967) — реж Роджер Корман
- Псих-аут (1968) — реж. Річард Раш
- Easy Rider (1969) — реж. Денніс Хопер
- Дороги Катманду (1969) — реж. Андре Кайят (Франція—Італія)
- Забриски Пойнт (1970) — реж. Мікеланджело Антоніоні
- Волосся[en] (1979) — реж. Мілош Форман
- Форест Гамп (1994) — реж. Роберт Земекіс
- Будинок сонця (2010) — реж. Гарик Сукачов (Росія)
- Революція Ісуса (2023) — американський фільм

## Книги хіпі
- Генрі Девід Торо «Волден або Життя в лісі» (1854)
- Герман Гессе «Сіддхартха» (1922), «Паломництво до країни Сходу» (1932), «Гра в бісер» (1943)
- Халіль Джебран «Профет» (1923)
- Олдос Гакслі «Цей прекрасний новий світ» (1932), «Двері сприйняття» (1954)
- Вільям Берроуз «Джанкі» (1953), «Голий ланч» (1959), «Листи яхе» (1963)
- Герберт Маркузе «Ерос і цивілізація» (1955)
- Алан Воттс «Шлях дзен» (1957)
- Джек Керуак «В дорозі» (1957), «Волоцюги Дхарми» (1958), «Підземні» (1958), «Блюз Мехіко-сіті» (1959), «Біґ-Сур» (1962), «Ангели спустошення» (1965)
- Аллен Ґінсберґ «Крик» (1956), «Кадіш» (1961), «Індійські щоденники» (1970), «Щоденник: ранні п'ятдесяті, ранні шістдесяті» (1977)
- Ґері Снайдер «Міфи і тексти» (1960), «Черепашачий острів» (1974)
- Роберт Хайнлайн «Чужак в чужім краю» (1961)
- Кен Кізі «Пролітаючи над гніздом зозулі» (1962), «Часом нестерпно прагнеш» (1964), «Гаражний розпродаж Кізі» (1973)
- Курт Воннегут «Колиска для кота» (1963), «Дай вам, Боже, здоров'я, містере Розуотер» (1965), «Бійня номер п'ять» (1969)
- Тімоті Лірі «Психеделічний досвід» (1964)
- Гантер Томпсон «Ангели Пекла: дивна і жахлива сага» (1966), «Страх і відраза в Лас-Вегасі» (1971)
- Річард Бротіґан «Ловля форелі в Америці» (1967), «У кавуновому цукрі[en]» (1968)
- Том Вулф «Електропрохолоджувальний кислотний тест» (1968)
- Карлос Кастанеда «Вчення дона Хуана: Шлях знань індіанців які» (1968), «Окрема реальність» (1971), «Подорож до Ікстлана» (1972), «Казки про Силу» (1974)
- Еббі Гоффман «Революція для приколу» (1968), «Нація Вудстока» (1969), «Вкради цю книгу» (1971)
- Теодор Рошак «Створення контркультури» (1969)
- Джим Моррісон «Боги і Нові креатури» (1970)
- Джеррі Рубін «Роби це!» (1970)
- Чарльз Райх (1928) «Позеленіння Америки» (1970)
- Рам Дасс (1931) «Бути тут і тепер» (1971), «Зерно для млина» (1977)
- Том Роббінс (1932) «Новий придорожній атракціон» (1971)
- Джеймс Мітченер (1907—1997) «Волоцюги» (1971)
- Пол Вільямс (1948—2013) «Енергія» (1973)